# 長芳駅
長芳駅（チャンバンえき、장방역）は、朝鮮民主主義人民共和国の鉄道駅である。黄海南道海州市に位置している。